# Rignovelle
Rignovelle település Franciaországban, Haute-Saône megyében. Lakosainak száma 121 fő (2022. január 1.). Rignovelle Magnivray, Belmont, Citers, Franchevelle, Lantenot és Linexert községekkel határos.

## Népesség
A település népessége az elmúlt években az alábbi módon változott:
| Lakosok száma | 104  | 109  | 110  | 112  | 113  | 115  | 117  | 118  | 121  |
|               | 2013 | 2015 | 2016 | 2017 | 2018 | 2019 | 2020 | 2021 | 2022 |